# Diamond DeShields
Diamond Danae-Aziza DeShields (West Palm Beach, 5 marzo 1995) è una cestista statunitense, professionista nella WNBA.

## Carriera
È stata selezionata dalle Chicago Sky al primo giro del Draft WNBA 2018 (3ª scelta assoluta).

## Palmarès

### Squadra
- Campionato WNBA: 1
Chicago Sky: 2021
- Campionato italiano: 1
Famila Schio: 2021-22
- Coppa Italia: 1
Famila Schio: 2022

### Individuale
- WNBA All-Rookie First Team (2018)
- All-WNBA Second Team (2019)